# Kenneth G. Miller
Kenneth G. Miller (* 28. Juni 1956 in Camden (New Jersey)) ist ein US-amerikanischer Mikropaläontologe.
Miller studierte an der Rutgers University mit dem Bachelor-Abschluss in Geologie 1978 und wurde 1982 am Massachusetts Institute of Technology und der Woods Hole Oceanographic Institution bei W. A. Berggren und B. E. Tucholke  promoviert (Late Paleogene (Eocene to Oligocene) paleoceanography of the northern North Atlantic). 1983 bis 1988 war er am Lamont-Doherty Geological Observatory und 1988 wurde er Assistant Professor und später Professor an der Rutgers University. Er ist Distinguished Professor.
Er war seit 1993 Chefwissenschaftler am New Jersey Coastal Plain Drilling Project und war an zahlreichen Fahrten mit Forschungsschiffen beteiligt. Er zieht aus Foraminiferen in Ozeansedimenten und deren Isotopenzusammensetzung Rückschlüsse auf das Klima und die Umweltbedingungen (Meeresspiegeländerungen) in der geologischen Vergangenheit.
Er ist Fellow der American Geophysical Union. 2003 erhielt er den Rosenstiel Award der University of Miami.

## Schriften (Auswahl)
- mit R. G. Fairbanks, G. S. Mountain: Tertiary oxygen isotope synthesis, sea-level history, and continental margin erosion, Paleoceanography, Band 2, 1987, S. 1–19.
- mit J. D. Wright:  Control of North Atlantic deep water circulation by the Greenland-Scotland Ridge, Paleoceanography, Band 11, 1996, S. 157–170.
- mit M. E. Katz u. a.: The source and fate of massive carbon input during the latest Paleocene thermal maximum, Science, Band 286, 1998, S. 1531–1533.
- mit G. S. Mountain, J. D. Wright u. a.: Cenozoic global sea-level, sequences, and the New Jersey Transect: Results from coastal plain and slope drilling, Reviews of Geophysics, Band 36, 1998, S. 569–601.
- mit M. A. Kominz, J. V. Browning: Long-term and short-term global Cenozoic sea-level estimates, Geology, Band 26, 1998, S. 311–314.
- mit S. F. Pekar u. a.: The Phanerozoic record of global sea-level change, Science, Band 312, 2005, S. 1293–1298.
- Broken greenhouse windows, Nature Geoscience, Band 2, 2009, S. 465–466.
- mit Robert Kopp, Andrew Kemp u. a.: A geological perspective on sea-level rise and its impact on the US mid-Atlantic coast, Earth’s Future 2013
- mit J. V. Browning u. a.: Cenozoic sea-level and cryospheric evolution from deep-sea geochemical and continental margin records, Science Advances, Band 6, 2020, S. eaaz1346.